# Memoriał Janusza Kusocińskiego 1958
5. Memoriał Janusza Kusocińskiego – mityng lekkoatletyczny, który odbył się 14 i 15 czerwca 1958 na Stadionie Dziesięciolecia w Warszawie. Główny bieg memoriałowy był rozgrywany na dystansie 3000 metrów. Zwyciężył w nim Jerzy Chromik. Najlepszym wynikiem memoriału było wyrównanie własnego rekordu świata w biegu na 400 metrów przez Mariję Itkinę czasem 53,6. Rekordy Polski ustanowili: Józef Szmidt w trójskoku (16,06), Beata Żbikowska w biegu na 400 metrów (57,4) i Helena Dmowska w rzucie dyskiem (50,22).

## Rezultaty

### Mężczyźni
| Konkurencja:                    | 1. miejsce                                                                             | Rezultat | 2. miejsce                                                                              | Rezultat | 3. miejsce                                                                            | Rezultat |
| Bieg na 100 metrów              | Jocelyn Delecour                                                                       | 10,3     | Zenon Baranowski                                                                        | 10,5     | Igor Ter-Owanesian                                                                    | 10,6     |
| Bieg na 100 metrów              | František Mikluščák                                                                    | 10,7     | Andrzej Zieliński                                                                       | 10,8     | Edward Bożek                                                                          | 10,9     |
| Bieg na 200 metrów              | Jocelyn Delecour                                                                       | 21,0     | Bjørn Nilsen                                                                            | 21,3     | Jurij Konowałow                                                                       | 21,6     |
| Bieg na 200 metrów              | Zbigniew Staniszewski                                                                  | 21,7     | Edward Szmidt                                                                           | 21,9     | Janusz Zwoliński                                                                      | 22,1     |
| Bieg na 400 metrów              | René Weber                                                                             | 47,6     | Gerard Mach                                                                             | 48,5     | Werner Proske                                                                         | 48,5     |
| Bieg na 800 metrów              | Zbigniew Makomaski                                                                     | 1:48,9   | Tadeusz Kaźmierski                                                                      | 1:49,3   | Zbigniew Orywał                                                                       | 1:49,4   |
| Bieg na 800 metrów              | Jerzy Bruszkowski                                                                      | 1:52,1   | Marek Jerzy                                                                             | 1:52,5   | Michel Jazy                                                                           | 1:52,5   |
| Bieg na 1500 metrów             | Helfried Reinnagel                                                                     | 3:45,0   | Stefan Lewandowski                                                                      | 3:46,0   | Roger Verheugen                                                                       | 3:46,2   |
| Bieg na 3000 metrów             | Jerzy Chromik                                                                          | 7:58,0   | Siegfried Herrmann                                                                      | 7:59,0   | Zdzisław Krzyszkowiak                                                                 | 8:00,7   |
| Bieg na 3000 metrów             | Stanisław Goryszewski                                                                  | 8:30,4   | Marian Dobija                                                                           | 8:30,8   | Jan Górecki                                                                           | 8:39,8   |
| Bieg na 5000 metrów             | Mieczysław Kierlewicz                                                                  | 14:32,6  | Władysław Płonka                                                                        | 14:52,0  | Stanisław Chomiczewski                                                                | 14:54,6  |
| Bieg na 110 metrów przez płotki | Jacques Dohen                                                                          | 14,5     | Tor Olsen                                                                               | 14,7     | Edward Bugała                                                                         | 14,8     |
| Bieg na 400 metrów przez płotki | Janusz Kotliński                                                                       | 52,2     | Kazimierz Janiak                                                                        | 53,5     | Lech Tarasiewicz                                                                      | 53,8     |
| Sztafeta 4 × 100 m              | Polska I · Zenon Baranowski · Edward Szmidt · Andrzej Zieliński · Zbigniew Szczepański | 41,5     | ZSRR · Jurij Konowałow · Igor Ter-Owanesian · Łeonid Barteniew · Oleg Riachowski        | 41,6     | Polska II · Jerzy Juskowiak · Zbigniew Staniszewski · Alojzy Plaszczyk · Edward Bożek | 42,1     |
| Sztafeta 4 × 400 m              | Polska I · Jerzy Kowalski · Tadeusz Kaźmierski · Gerard Mach · Werner Proske           | 3:14,8   | Polska II · Jacek Jakubowski · Janusz Ludka · Franciszek Wesołowski · Jerzy Bruszkowski | 3:16,4   | Polska III · Zbigniew Syka · Józef Toczek · Józef Gadomski · Ernest Stokłosa          | 3:21,3   |
| Skok wzwyż                      | Werner Pfeil                                                                           | 1,98     | Vlado Marjanović                                                                        | 1,98     | Zbigniew Lewandowski                                                                  | 1,98     |
| Skok o tyczce                   | Valbjörn Þorláksson                                                                    | 4,42     | Zenon Ważny                                                                             | 4,30     | Andrzej Krzesiński                                                                    | 4,30     |
| Skok w dal                      | Igor Ter-Owanesian                                                                     | 7,75     | Henryk Grabowski                                                                        | 7,59     | Wilhelm Porrassalmi                                                                   | 7,34     |
| Trójskok                        | Oleg Riachowski                                                                        | 16,26    | Witold Kriejer                                                                          | 16,07    | Józef Szmidt                                                                          | 16,06    |
| Pchnięcie kulą                  | Józef Auksztulewicz                                                                    | 16,97    | Todor Artarski                                                                          | 16,90    | Alfred Sosgórnik                                                                      | 16,74    |
| Rzut dyskiem                    | Edmund Piątkowski                                                                      | 54,48    | Eugeniusz Wachowski                                                                     | 50,92    | Günter Berg                                                                           | 49,52    |
| Rzut młotem                     | Tadeusz Rut                                                                            | 63,04    | Olgierd Ciepły                                                                          | 62,27    | Horst Niebisch                                                                        | 60,96    |
| Rzut oszczepem                  | Janusz Sidło                                                                           | 79,46    | Erkki Avhenniemi                                                                        | 79,33    | Wiktor Cybułenko                                                                      | 75,58    |

### Kobiety
| Konkurencja:                   | 1. miejsce                                                                  | Rezultat | 2. miejsce                                                                               | Rezultat | 3. miejsce                                                                           | Rezultat |
| Bieg na 100 metrów             | Marija Itkina                                                               | 11,8     | Barbara Janiszewska                                                                      | 12,0     | Maria Bibro                                                                          | 12,1     |
| Bieg na 100 metrów             | Halina Richter                                                              | 12,0     | Elżbieta Twardowska                                                                      | 12,5     | Halina Falkowska                                                                     | 12,7     |
| Bieg na 200 metrów             | Barbara Janiszewska                                                         | 23,9     | Marija Itkina                                                                            | 24,0     | Celina Jesionowska                                                                   | 24,9     |
| Bieg na 400 metrów             | Marija Itkina                                                               | 53,6     | Beata Żbikowska                                                                          | 57,4     | Maria Bienia                                                                         | 57,9     |
| Bieg na 800 metrów             | Beata Żbikowska                                                             | 2:13,7   | Krystyna Nowakowska                                                                      | 2:14,3   | Zofia Walasek                                                                        | 2:15,6   |
| Bieg na 80 metrów przez płotki | Karin Richert                                                               | 11,3     | Janina Słowińska                                                                         | 11,5     | Sneżana Kerkowa                                                                      | 11,7     |
| Sztafeta 4 × 100 m             | Polska I · Elżbieta Ćmok · Halina Richter · Ewa Weselska · Janina Słowińska | 47,6     | Polska III · Maria Stodolna · Elżbieta Twardowska · Halina Falkowska · Elżbieta Czerwiec | 48,8     | Polska II · Maria Chojnacka · Barbara Janiszewska · Celina Jesionowska · Maria Bibro | DNF      |
| Skok wzwyż                     | Iolanda Balaș                                                               | 1,70     | Ellinore Riebow                                                                          | 1,68     | Iwona Ronczewska                                                                     | 1,58     |
| Skok w dal                     | Maria Chojnacka                                                             | 5,96     | Maria Ciastowska                                                                         | 5,95     | Teresa Szponar                                                                       | 5,59     |
| Pchniecie kulą                 | Eugenia Rusin                                                               | 14,23    | Krystyna Kowolik                                                                         | 13,12    | Urszula Figwer                                                                       | 12,83    |
| Rzut dyskiem                   | Helena Dmowska                                                              | 50,22    | Kazimiera Sobocińska                                                                     | 48,38    | Danuta Głogowska                                                                     | 41,85    |
| Rzut oszczepem                 | Eleonora Bogun                                                              | 48,77    | Maria Diți                                                                               | 48,54    | Urszula Figwer                                                                       | 48,03    |